# Sony Alpha DSLR-A500
Sony Alpha DSLR-A500 — цифровой однообъективный зеркальный фотоаппарат Alpha (α) компании Sony. Ориентирован на продвинутых фотолюбителей. Является младшим представителем новой линейки цифрозеркальных фотоаппаратов Sony анонсированной в августе 2009 года. Главным отличием её от α 300 линейки является применение нового Exmor™ КМОП сенсора и процессора BIONZ™. Также появилась новая функция: AutoHDR.